# Вільям Акерман
Вільям Акерман — американський музикант, гітарист, продюсер, засновник лейблу Windham Hill Records. 

## Біографія
Вільям Акерман народився в Німеччині, та в дев'ятирічному віці переїхав до Каліфорнії. В дитинстві він грав на акустичній гітарі, а потім грав на електрогітарі. 1976 року разом із майбутньою дружиною Енн Робінсон він заснував лейбл звукозапису Windham Hill Records. Акерман продюсував інших виконавців та записував альбоми гітарної музики в стилі «нью-ейдж». На його лейблі виходили власні альбоми Акермана, а також записи Джорджа Вінстона, Майкла Хеджеса, Алекса Де Грассі та інших. Врешті решт керівництво Windham Hill Records перейшло до колишньої дружини Акермана, а сам він 1996 року створив лейбл Imaginary Road Records.

## Дискографія
- 1976 — In Search of the Turtle's Navel
- 1977 — It Takes a Year
- 1979 — Childhood and Memory
- 1981 — Passage
- 1983 — Past Light
- 1986 — Conferring with the Moon
- 1988 — Imaginary Roads
- 1992 — The Opening of Doors
- 1998 — Sound of Wind Driven Rain
- 2001 — Hearing Voices